# استان فرارا

استان فرارا (به ایتالیایی: Provincia di Ferrara) از استان‌های کشور ایتالیا است. استان استان فرارا در مرکز این کشور قرار دارد. مرکز این استان شهر فرارا و زیرمجموعه ناحیه امیلیا-رومانیا می‌باشد. مساحت این استان ۲٬۶۳۲ کیلومتر مربع و جمعیت آن ۳۵۹٬۳۵۱ نفر است.